# Вільногірська міська територіальна громада
Вільногірська міська територіальна громада — територіальна громада в Україні, в Кам'янському районі Дніпропетровської області, з адміністративним центром в місті Вільногірськ.

## Загальна інформація
Площа території — 124,6 км², кількість населення громади — 24 008 особи, з них: міське — 22 675 осіб, сільське — 1 333 осіб (2020 р.).

## Населені пункти
До складу громади увійшли м. Вільногірськ та села Дідове, Дмитрівка, Доброгірське, Кринички, Кушнарівка, Мар'янівка, Мотронівка, Новоганнівка, Посуньки, Соколове.

## Історія
Утворена у 2020 році, відповідно до розпорядження Кабінету Міністрів України № 709-р від 12 червня 2020 року «Про визначення адміністративних центрів та затвердження територій територіальних громад Дніпропетровської області», шляхом об'єднання територій та населених пунктів Вільногірської міської ради Дніпропетровської області та Дмитрівської сільської ради Верхньодніпровського району Дніпропетровської області.